# Basil Dickinson
Basil Dickinson, född 25 april 1915, död 7 oktober 2013, var en australisk friidrottare. Han deltog vid olympiska sommarspelen 1936.